# Parc national du Manovo-Gounda St Floris
Le parc national du Manovo-Gounda St Floris est un parc national de République centrafricaine inscrit en 1988 sur la liste du patrimoine mondial et depuis 1997 considéré comme « en péril ».
En 2023, l'Unesco désigne le parc dans l'aire centrale de la réserve de biosphère du Complexe des aires protégées du Nord-Est de la République centrafricaine.

## Description générale
Le parc a été créé en 1974. Il a une superficie de 17 400 km² (17 440 000 ha), soit une surface supérieure à la moitié de celle de la Belgique. Il est situé au nord-est de la république, à l'est de Ndélé entre les rivières Manovo et Vakaga. Il est frontalier du Tchad. Au nord-est, il est entouré d'une série de réserves de faune. 
Le parc est malheureusement fort mal protégé. Sa richesse faunistique constitue cependant un énorme atout, faisant de lui un des endroits les plus intéressants du point de vue de la biodiversité en Afrique. 
Le site a une grande importance potentielle pour le développement du tourisme.

## Faune
Il contient une riche flore et faune de savane, notamment des mammifères (des rhinocéros noirs, des éléphants…) et des oiseaux (oiseaux aquatiques essentiellement). Une partie des plaines du nord du parc sont inondables.
C'est une des régions les plus riches du continent en ce qui concerne les mammifères. Ceux-ci sont typiques de la faune soudanienne. On y trouve des espèces devenues très rares, comme la panthère, le lion, le lycaon, la girafe, l'éland de Derby, le guépard, le damalisque, la gazelle à front roux, ou encore le redunca. Des espèces moins rares sont également présentes : le cobe defassa (une variété de cobe à croissant ou waterbuck), le cobe de Buffon, l'hippotrague, le guib harnaché, le buffle africain, le bubale, les céphalophes etc. 
Les espèces de primates sont également nombreuses. On peut y voir notamment le cercopithèque de De Brazza et le hocheur. Le parc possède en outre la plus forte concentration d'hippopotames du monde. Dans la mare de Gata, située dans son secteur nord-est, un groupe de ceux-ci est évalué à plusieurs centaines de têtes. 
Enfin toutes les conditions naturelles sont réunies pour faire de certaines parties du parc de grands sanctuaires d'oiseaux. Les mares en sont souvent grouillantes. On y trouve de nombreuses espèces d'anatidés (canards), l'ibis tontale, le pélican blanc, le serpentaire. Et aussi des hérons, des marabouts, des aigrettes, des jacanas, des calaos etc.